# Tammijärv
Tammijärv ist ein natürlicher See in der Landgemeinde Saaremaa im Kreis Saare auf der größten estnischen Insel Saaremaa. 180 Meter vom 1,7 Hektar großen See entfernt liegt der Ort Austla und 1,6 Kilometer entfernt liegt die Ostsee. Nur eine kleine Landbrücke von 3 Metern Breite trennt ihn vom Niidijärv.